# Vahe Gurzadyan
Vahe Gurzadyan (1955) es un físico matemático armenio. Es  profesor del Instituto de Física de Ereván, conocido principalmente por coescribir junto a su colega Roger Penrose el artículo científico "Concentric circles in WMAP data may provide evidence of violent pre-Big-Bang activity" ["Círculos concéntricos en los datos del WMAP pueden proporcionar evidencia de actividad violenta antes del Big Bang"], en que se defiende un nuevo modelo cíclico cosmológico, denominado "Cosmología cíclica conforme". Gurzadyan ha colaborado en el último libro de Penrose Ciclos de tiempo. Este científico nació en Ereván, Armenia (entonces URSS), en 1955, se graduó de la Universidad Estatal de Ereván, cátedra de Física Teórica (1977). Fue estudiante de postgrado en el Departamento de Física Teórica del Instituto de Física "Lebedev" de Moscú (1977-1980; 1980 PhD), y DSci., en Física Teórica y Matemática (1988).
Gurzadyan trabajó desde 1980 como investigador (investigador jefe desde 1989) en el Departamento de Física Teórica del Instituto de Física de Ereván, donde es jefe de la Unidad de Cosmología desde 1989. En ese mismo año dio una conferencia sobre sistemas dinámicos en cuatro Universidades de Japón. También ha sido profesor visitante en la Universidad de Sussex (1996-1997), y desde 2001 en la Universidad de Roma "La Sapienza". 
Los temas principales de su investigación son: el caos en los sistemas no lineales, la acreción en agujeros negros masivos, la dinámica estelar y la cosmología observacional.
El profesor Gurzadyan ha publicado dos monografías, unos 150 artículos de diversas materias, y ha editado seis libros.